# Couvreface

A : Kontergarde B : Couvreface vor den Facen einer Bastion (idealtypische Graphik, in der alle Beiwerke wie Graben oder Glacis weggelassen wurden).

Mit Couvreface wird im Festungsbau ein schmales Außenwerk bezeichnet, das vor dem eigentlichen Festungsgraben vor Bastionen oder Ravelins errichtet wird. Es besteht häufig nur aus einem niedrigen Wall mit einer Brustwehr, die Schützen Deckung bietet. Ein weiterer, vor dem Werk liegender Graben schützt es gegen einen unmittelbaren Angriff. Die Aufgabe der Couvrefacen war es, die Facen (d. h. die Vorder- oder Feindseiten) der dahinterliegenden höheren Ravelins oder Bastionen vor einem direkten Artilleriebeschuss zu decken. Damit die Couvreface und die dahinter liegenden Werke nicht gleichzeitig entlang den Walllinien von einer feindlichen Batterie unter Beschuss genommen werden können, dürfen sie nicht parallel mit diesen verlaufen. Vergleichbar mit einer Couvreface ist die größere Kontregarde, die jedoch zusätzlich für die Aufstellung von Geschützen eingerichtet war. Couvrefacen finden sich vor allem im niederländischen und französischen Festungsbau vom 17. bis zum frühen 19. Jahrhundert.